# 思恭縣
思恭縣，唐代設置的縣。武德元年析閬中置，屬隆州，七年，省思恭入閬中縣。
思恭縣遺址 在閬中市東北二龍鄉思恭山（思恭頂村）。唐武德元年（618年），在隆州（州治閬中）東25公里的思恭山置縣，由於交通不便，於武德七年廢。面積約1平方公里，東西南北門遺址尚存，原北門至東門間的一段長30餘米、高4米的城牆，至今保存完好。其衙署、監獄、文廟、關帝廟等移為耕地，仍存其地名。曾有「鎮縣碑」和其他遺物出土。